# Campeonato Asiático de Ginástica
A União Asiática de Ginástica (AGU) organiza Campeonatos Asiáticos de Ginástica para cada uma das modalidades de ginástica da FIG: ginástica artística masculina e feminina, ginástica rítmica, ginástica acrobática, ginástica aeróbica e ginástica de trampolim. Este artigo lista apenas as edições sênior dos Campeonatos Asiáticos de Ginástica, nas quais os competidores devem ter mais de 16 anos de idade. Edições específicas dos Campeonatos Asiáticos também existem para atletas juvenis; por exemplo, a primeira edição do Campeonato Asiático  Juvenil de Ginástica Artística foi realizada em 1971, mas a primeira edição sênior do torneio foi realizada apenas em 1996. Da mesma forma, o Campeonato Asiático Juvenil de Ginástica de Trampolim foi realizado em 2010 e 2012, mas somente em 2014 a União Asiática de Ginástica realizou um torneio sênior em conjunto com o campeonato juvenil pela primeira vez.

## Disciplinas

### Acrobática
| Edição | Ano  | Local                 | Data                        | Ref.              |
| ------ | ---- | --------------------- | --------------------------- | ----------------- |
| 1      | 1992 | Hong Kong             | 11 a 13 de dezembro de 1992 | [ 3 ] [ 4 ]       |
| 2      | 1994 | Shenzhen, China       | Abril de 1994               | [ 3 ] [ 4 ]       |
| 3      | 1996 | Kawasaki, Japão       | Dezembro de 1996            | [ 3 ] [ 5 ]       |
| 4      | 1998 | Cazaquistão           | Junho de 1998               | [ 3 ] [ 6 ] [ 7 ] |
| 5      | 2000 | Cazaquistão           | Setembro de 2000            | [ 3 ] [ 8 ]       |
| 6      | 2007 | Almaty, Cazaquistão   | 4 a 9 de julho de 2007      | [ 9 ] [ 10 ]      |
| 7      | 2010 | Almaty, Cazaquistão   | 27 a 29 de maio de 2010     | [ 11 ]            |
| 8      | 2013 | Pavlodar, Cazaquistão | 27 a 29 de abril de 2013    |                   |
| 9      | 2015 | Linan, China          | 17 a 19 de setembro de 2015 |                   |
| 10     | 2017 | Almaty, Cazaquistão   | 17 a 19 de setembro de 2017 |                   |
| 11     | 2019 | Tashkent, Uzbequistão | 10 a 12 de outubro de 2019  | [ 12 ]            |
| 12     | 2022 | Pavlodar, Cazaquistão | 23 a 28 de setembro de 2022 | [ 13 ]            |
| 13     | 2023 | Tashkent, Uzbequistão | 18 a 20 de outubro de 2023  | [ 14 ]            |

### Aeróbica
| Edição | Ano  | Local                         | Data                        | Ref. |
| ------ | ---- | ----------------------------- | --------------------------- | ---- |
| 1      | 2009 | Bangkok, Tailândia            | 27 a 29 de março de 2009    |      |
| 2      | 2010 | Cidade de Ho Chi Minh, Vietnã | 16 a 18 de dezembro de 2010 |      |
| 3      | 2012 | Palembang, Indonésia          | 18 a 19 de outubro de 2012  |      |
| 4      | 2014 | Hoengseong, Coreia do Sul     | 19 a 21 de novembro de 2014 |      |
| 5      | 2015 | Cidade de Ho Chi Minh, Vietnã | 11 a 13 de dezembro de 2015 |      |
| 6      | 2017 | Ulaanbaatar, Mongólia         | 13 a 18 de setembro de 2017 |      |
| 7      | 2022 | Pattaya, Tailândia            | 3 a 5 de setembro de 2022   |      |
| 8      | 2023 | Ulã Bator, Mongólia           | 14 a 19 de setembro de 2023 |      |

### Artística

#### Edições
| Edição | Ano  | Local                  | Data                                                       | Ref.          |
| ------ | ---- | ---------------------- | ---------------------------------------------------------- | ------------- |
| 1      | 1996 | Changsha, China        | Setembro de 1996                                           | [ 1 ]         |
| 2      | 2003 | Guangzhou, China       | 22 a 25 de novembro de 2003                                | [ 1 ]         |
| 3      | 2006 | Surat, Índia           | 30 de julho a 3 de agosto de 2006                          | [ 1 ]         |
| 4      | 2008 | Doha, Catar            | 15 a 18 de novembro de 2008                                | [ 1 ]         |
| 5      | 2012 | Putian, China          | 11 a 14 de novembro de 2012                                |               |
| 6      | 2015 | Hiroshima, Japão       | 31 de julho a 2 de agosto de 2015                          |               |
| 7      | 2017 | Bangkok, Tailândia     | 18 a 21 de maio de 2017                                    |               |
| 8      | 2019 | Ulaanbaatar, Mongólia  | 19 a 22 de junho de 2019                                   |               |
| 9      | 2022 | Doha, Catar            | 15 a 18 de junho de 2022                                   |               |
| 10     | 2023 | Singapura              | 10 a 18 de junho de 2023                                   |               |
| 11     | 2024 | Tashkent, Uzbequistão  | 16 a 19 de maio (masculino) 24 a 26 de maio (feminino)     | [ 15 ] [ 16 ] |
| 12     | 2025 | Jecheon, Coreia do Sul | 5 a 8 de junho de 2025 12 a 15 de junho de 2025 (feminino) | [ 17 ] [ 18 ] |

#### Quadro geral de medalhas
| Pos.                | País                | Ouro | Prata | Bronze | Total |
| ------------------- | ------------------- | ---- | ----- | ------ | ----- |
| 1                   | China               | 92   | 51    | 32     | 175   |
| 2                   | Japão               | 22   | 33    | 25     | 80    |
| 3                   | Filipinas           | 11   | 3     | 5      | 19    |
| 4                   | Coreia do Norte     | 9    | 19    | 17     | 45    |
| 5                   | Cazaquistão         | 9    | 7     | 8      | 24    |
| 6                   | Coreia do Sul       | 7    | 16    | 28     | 51    |
| 7                   | Taipé Chinesa       | 3    | 4     | 11     | 18    |
| 8                   | Vietname            | 2    | 3     | 5      | 10    |
| 9                   | Jordânia            | 2    | 1     | 2      | 5     |
| 10                  | Hong Kong           | 1    | 4     | 2      | 7     |
| 11                  | Índia               | 1    | 0     | 4      | 5     |
| 12                  | Uzbequistão         | 0    | 6     | 5      | 11    |
| 13                  | Irã                 | 0    | 2     | 4      | 6     |
| 14                  | Indonésia           | 0    | 1     | 0      | 1     |
| 15                  | Iémen               | 0    | 0     | 2      | 2     |
| 16                  | Malásia             | 0    | 0     | 1      | 1     |
| 16                  | Singapura           | 0    | 0     | 1      | 1     |
| 16                  | Síria               | 0    | 0     | 1      | 1     |
| 16                  | Tailândia           | 0    | 0     | 1      | 1     |
| Total (19 entradas) | Total (19 entradas) | 159  | 150   | 154    | 463   |

#### Melhores resultados por evento e nação
| Evento              | Evento | CHN | HKG | INA | IND | IRI | JOR | JPN | KAZ | KOR | PHI | PRK | SGP | SYR | THA | TPE | UZB | VIE | YEM |
| ------------------- | ------ | --- | --- | --- | --- | --- | --- | --- | --- | --- | --- | --- | --- | --- | --- | --- | --- | --- | --- |
| M A G               |        |     |     |     |     |     |     |     |     |     |     |     |     |     |     |     |     |     |     |
| Equipes             | 1 !    |     |     |     |     |     | 1 ! | 3 ! | 2 ! |     |     | 3 ! |     |     |     | 3 ! | 2 ! |     |     |
| Individual geral    | 1 !    |     |     |     |     |     | 1 ! | 2 ! | 3 ! |     | 1 ! |     |     |     |     | 1 ! | 3 ! |     |     |
| Solo                | 1 !    |     |     | 3 ! |     |     | 1 ! | 1 ! | 1 ! |     | 1 ! | 1 ! |     | 3 ! |     |     | 3 ! |     | 3 ! |
| Cavalo com alças    | 1 !    |     |     |     | 2 ! | 1 ! | 1 ! | 1 ! | 1 ! |     |     | 1 ! |     |     |     | 1 ! | 2 ! |     |     |
| Argolas             | 1 !    | 2 ! |     |     | 2 ! | 3 ! | 1 ! | 1 ! |     |     |     | 1 ! |     |     | 3 ! | 2 ! |     | 2 ! |     |
| Salto               | 1 !    | 1 ! | 2 ! |     |     |     | 2 ! | 1 ! | 2 ! | 3 ! | 1 ! | 1 ! |     |     |     | 3 ! | 2 ! | 1 ! | 3 ! |
| Barras paralelas    | 1 !    |     |     |     |     |     | 1 ! | 1 ! | 2 ! |     | 1 ! | 2 ! |     |     |     |     | 3 ! | 2 ! |     |
| Barra fixa          | 1 !    | 2 ! |     |     |     |     | 1 ! | 1 ! | 1 ! |     | 3 ! | 3 ! |     |     |     | 2 ! |     | 3 ! |     |
| W A G               |        |     |     |     |     |     |     |     |     |     |     |     |     |     |     |     |     |     |     |
| Equipes             | 1 !    |     |     |     |     |     | 1 ! |     | 2 ! |     |     | 2 ! | 3 ! |     |     | 3 ! | 3 ! |     |     |
| Individual geral    | 1 !    |     |     |     |     |     | 1 ! |     | 3 ! |     | 3 ! | 2 ! |     |     |     |     | 3 ! |     |     |
| Salto               | 1 !    | 2 ! |     | 1 ! |     |     | 2 ! |     | 1 ! |     | 3 ! | 1 ! |     |     |     | 3 ! | 2 ! | 1 ! |     |
| Barras assimétricas | 1 !    |     |     |     |     |     | 1 ! |     | 3 ! |     | 3 ! | 2 ! |     |     |     |     | 2 ! |     |     |
| Trave               | 1 !    |     |     |     |     |     | 2 ! |     | 1 ! |     | 3 ! | 1 ! |     |     |     | 1 ! |     |     |     |
| Solo                | 1 !    |     |     |     |     |     | 1 ! | 3 ! | 2 ! |     | 1 ! | 1 ! |     |     |     |     | 2 ! |     |     |

### Rítmica
| Edição | Ano  | Local                  | Data                              | Ref.   |
| ------ | ---- | ---------------------- | --------------------------------- | ------ |
| 1      | 1996 | Changsha, China        | Setembro de 1996                  | [ 1 ]  |
| 2      | 2004 | Yangzhou, China        | 10 a 13 de junho de 2004          | [ 1 ]  |
| 3      | 2006 | Surat, Índia           | 30 de julho a 3 de agosto de 2006 | [ 1 ]  |
| 4      | 2009 | Astana, Cazaquistão    | 15 a 18 de outubro de 2009        |        |
| 5      | 2011 | Astana, Cazaquistão    | 15 a 17 de junho de 2011          |        |
| 6      | 2013 | Tashkent, Uzbequistão  | 5 a 8 de junho de 2013            |        |
| 7      | 2015 | Jecheon, Coreia do Sul | 10 a 13 de junho de 2015          |        |
| 8      | 2016 | Tashkent, Uzbequistão  | 8 a 10 de maio de 2016            |        |
| 9      | 2017 | Astana, Cazaquistão    | 24 a 26 de junho de 2017          |        |
| 10     | 2018 | Kuala Lumpur, Malásia  | 29 de abril a 2 de maio de 2018   | [ 19 ] |
| 11     | 2019 | Pattaya, Tailândia     | 20 a 23 de junho de 2019          | [ 19 ] |
| 12     | 2021 | Tashkent, Uzbequistão  | 8 a 10 de junho de 2021           | [ 20 ] |
| 13     | 2022 | Pattaya, Tailândia     | 23 a 26 de junho de 2022          | [ 21 ] |
| 14     | 2023 | Manila, Filipinas      | 31 de maio a 3 de junho de 2023   | [ 22 ] |
| 15     | 2024 | Tashkent, Uzbequistão  | 2 a 4 de maio de 2024             | [ 23 ] |
| 16     | 2025 | Singapura              | 16 a 18 de maio de 2025           | [ 24 ] |

#### Quadro geral de medalhas
| Pos.               | País               | Ouro | Prata | Bronze | Total |
| ------------------ | ------------------ | ---- | ----- | ------ | ----- |
| 1                  | Uzbequistão        | 36   | 31    | 26     | 93    |
| 2                  | China              | 29   | 24    | 23     | 76    |
| 3                  | Cazaquistão        | 28   | 26    | 28     | 82    |
| 4                  | Japão              | 19   | 28    | 30     | 77    |
| 5                  | Coreia do Sul      | 11   | 10    | 11     | 32    |
| 6                  | Malásia            | 1    | 0     | 4      | 5     |
| 7                  | Coreia do Norte    | 0    | 1     | 1      | 2     |
| 8                  | Tailândia          | 0    | 0     | 3      | 3     |
| 9                  | Taipé Chinesa      | 0    | 0     | 2      | 2     |
| Total (9 entradas) | Total (9 entradas) | 124  | 120   | 128    | 372   |

NotaOs resultados completos da edição de 1996 não estão disponíveis no momento. 3 medalhas de ouro, 3 medalhas de prata e 3 medalhas de bronze distribuídas nos campeonatos de 1996 são desconhecidas no momento.

### Trampolim
| Edição | Ano  | Local             | Data                    | Ref.   |
| ------ | ---- | ----------------- | ----------------------- | ------ |
| 1      | 2014 | Chiba, Japão      | 2 a 4 de junho de 2014  |        |
| 2      | 2018 | Makati, Filipinas | 19 a 20 de maio de 2018 | [ 19 ] |
| 3      | 2024 | Hong Kong, China  | 11 a 12 de maio de 2024 | [ 25 ] |

## Copa Asiática
Desde 2018, a União Asiática de Ginástica organiza Copas Asiáticas de Ginástica. Eventos semelhantes foram organizados em diferentes continentes, como as Américas e a Europa.
| Edição                                         | Ano  | Local                 | Data                        | Ref.   |
| ---------------------------------------------- | ---- | --------------------- | --------------------------- | ------ |
| I Copa Asiática de Ginástica Aeróbica          | 2018 | Ulaanbaatar, Mongólia | 13 a 16 de setembro de 2018 | [ 19 ] |
| I Copa Asiática de Ginástica Rítmica           | 2018 | Ulaanbaatar, Mongólia | 25 a 28 de outubro de 2018  | [ 19 ] |
| I Copa Asiática Juvenil de Ginástica Artística | 2019 | Ulaanbaatar, Mongólia | 12 a 15 de junho de 2019    | [ 19 ] |